# 御劍海
御劍海（日语：／，6月9日—），寶塚歌劇團星組男役。暱稱，神奈川縣橫濱市人，畢業於神奈川縣立相模原中等教育學校，身高171公分。

## 簡介
- 2018年，畢業於寶塚音樂學校，進入寶塚歌劇團，104期生[3]。同期生有天城れいん(現花組男役)、蒼波黎也(現雪組男役)、美羽愛(現花組娘役)、きよら羽龍(現月組娘役)[3]，初次登台表演是星組公演『ANOTHER WORLD(另一個世界)』[3][4][5][6][7][8]，之後被分到星組[3]。
- 2024年12月，第一次擔任新人公演主角，劇目是『記憶にございません!(失憶的總理大臣，改編三谷幸喜導演同名電影)』[9][10][11][12]。

## 寶塚歌劇團時期

### 初舞台
- 2018年4月 寶塚大劇場 星組公演『ANOTHER WORLD(另一個世界)』『Killer Rouge（キラー ルージュ）(深紅殺手)』[3][4][5][6][7][8]

### 星組時期
- 2018年6-7月 東京寶塚劇場『ANOTHER WORLD(另一個世界)』『Killer Rouge（キラー ルージュ）(深紅殺手)』[13]
- 2019年1-3月 『霧深きエルベのほとり(深霧易北河畔)』『ESTRELLAS～星たち～(ESTRELLAS ～繁星～)』[14]
- 2019年7-10月『GOD OF STARS -食聖-』新人公演 飾演:Canon(正式公演:天飛華音)『Éclair Brillant（エクレール ブリアン）(絢麗的閃電)』[15]
- 2019年11-12月 寶塚Bow Hall『龍の宮（たつのみや）物語(龍宮物語)』[16]
- 2020年2-3月 寶塚大劇場『眩耀（げんよう）の谷〜舞い降りた新星〜(眩耀之谷～飛舞而降的新星～)』新人公演 飾演:クリチェ(克里奇)(正式公演:天華えま)『Ray-星の光線-(Ray -星之光束-)』[17]
- 2020年7-9月 東京寶塚劇場『眩耀（げんよう）の谷〜舞い降りた新星〜(眩耀之谷～飛舞而降的新星～)』『Ray-星の光線-(Ray -星之光束-)』[17]※東京寶塚劇場新人公演取消
- 2020年11月 梅田藝術劇場『エル・アルコン-鷹-(七海鷹豪，改編青池保子原作漫畫)』『Ray-星の光線-(Ray -星之光束-)』[18]
- 2021年2-5月 『ロミオとジュリエット(羅密歐與茱麗葉，改編威廉·莎士比亚原作劇本)』[19]
- 2021年7月 梅田藝術劇場、プレイハウス(東京藝術劇場playhouse)『婆娑羅（ばさら）の玄孫（やしゃご）(婆娑羅的玄孫)』飾演:正吉[20]
- 2021年9-12月 『柳生忍法帖(改編山田風太郎原作同名小說)』飾演:竜王坊、新人公演 飾演:鷲ノ巣廉助(鷲之巢廉助)(正式公演:綺城ひか理)『モアー・ダンディズム!(More Dandyism!)』[21]
- 2022年2月 御園座『王家に捧ぐ歌(獻給王家的歌，改編歌劇阿依達)』[22]
- 2022年4-5月 寶塚大劇場『めぐり会いは再び next generation-真夜中の依頼人（ミッドナイト・ガールフレンド）-(再次相逢next generation－深夜中的委託人～，改編皮耶·德·馬里沃原作劇本「愛情與偶然狂想曲」)』『Gran Cantante（グラン カンタンテ）!!(偉大的歌手)』[23]※寶塚大劇場新人公演取消
- 2022年6-7月 東京寶塚劇場『めぐり会いは再び next generation-真夜中の依頼人（ミッドナイト・ガールフレンド）-(再次相逢next generation－深夜中的委託人～，改編皮耶·德·馬里沃原作劇本「愛情與偶然狂想曲」)』新人公演 飾演:ヴァルター・オルレイン(瓦爾特‧奧赫萊因)(正式公演:碧海さりお)『Gran Cantante（グラン カンタンテ）!!(偉大的歌手)』[23]
- 2022年9月『モンテ・クリスト伯(基度山恩仇記，改編大仲马原作同名小說)』飾演:ムハンマド(穆罕默德)(替補演出)(原定演出:蒼舞咲歩)『Gran Cantante（グラン カンタンテ）!!(偉大的歌手)』[24]※全國巡迴公演
- 2022年11月-2023年2月『ディミトリ〜曙光に散る、紫の花〜(徳米特里～在曙光下飄落的紫之花，改編並木陽原作「夕陽之國的魯速丹」)』『JAGUAR BEAT-ジャガービート-(捷豹)』[25]
- 2023年3-4月『バレンシアの熱い花(瓦倫西亞的熱情之花)』飾演:サンチェス(亞歷克西斯)『パッション・ダムール・アゲイン！(再次熱戀)』[26]※全國巡迴公演
- 2023年6-7月 寶塚大劇場『1789-バスティーユの恋人たち-(1789 ─巴士底獄的戀人們─，改編法國音樂劇「1789 - Les Amants de la Bastille」)』[27][28]※寶塚大劇場新人公演取消
- 2023年7-8月 東京寶塚劇場『1789-バスティーユの恋人たち-(1789 ─巴士底獄的戀人們─，改編法國音樂劇「1789 - Les Amants de la Bastille」)』新人公演 飾演:カミーユ・デムーラン(卡米耶·德穆蘭)(正式公演:暁千星)[28][29]
- 2023年10月 寶塚Bow Hall『My Last Joke-虚構に生きる-(我最後的玩笑-活在虛擬的人生中)』飾演:ジョン・R・トンプソン(約翰・R・湯普森)[30]
- 2024年1-2月 [寶塚大劇場]]『RRR×TAKA"R"AZUKA〜√Bheem〜（アールアールアール バイ タカラヅカ〜ルートビーム〜）(RRR by 寶塚 ～根號比姆～,改編印度電影「RRR」)』飾演:カーター(卡特)『VIOLETOPIA（ヴィオレトピア）(紫羅蘭托邦)』[31][32]※寶塚大劇場新人公演取消
- 2024年2-4月 東京寶塚劇場『RRR×TAKA"R"AZUKA〜√Bheem〜（アールアールアール バイ タカラヅカ〜ルートビーム〜）(RRR by 寶塚 ～根號比姆～,改編印度電影「RRR」)』飾演:カーター(卡特) 新人公演 飾演:A・ラーマ・ラージュ(A·拉瑪·拉朱)(正式公演:暁千星)『VIOLETOPIA（ヴィオレトピア）(紫羅蘭托邦)』[32]
- 2024年5-6月 東急シアターオー(東急劇場Orb)『BIG FISH（ビッグ・フィッシュ）(大智若魚)』[33]
- 2024年8-12月『記憶にございません!(失憶的總理大臣，改編三谷幸喜導演同名電影)』飾演:猪熊虎象 新人公演 飾演:黒田啓介(正式公演:禮真琴)『Tiara Azul-Destino-（ティアラ・アスール ディスティーノ）(藍色王冠-命運)』[9][10][11][12][34]＊第一次擔任新人公演主角
- 2025年1-2月 寶塚Bow Hall『にぎたつの海に月出づ(月出熟田津之海)』飾演:扶余豊璋(扶餘豐)[35]
- 2025年4-8月『阿修羅城の瞳(阿修羅城之瞳，改編劇團☆新感線製作，中島一基編劇同名舞台劇)』飾演:鬼『エスペラント！(世界語/希望語)』[36]
- 2025年9-10月 寶塚Bow Hall、東京建物Brillia HALL『アレクサンダー－天上の王國－(亞歷山大大帝: 天上的王國，改編赤石路代原作同名漫畫)』

## 外部連結
- 寶塚官網御劍海介紹頁面（页面存档备份，存于）
- 東京都會電視台網站御劍海介紹頁面宝塚カフェブレイク登場人物御劍海，存档于Archive.today（存檔日期 20250422）
- 寶塚天空舞台網站御劍海專題節目介紹（页面存档备份，存于）